# Catskillgebergte
Het Catskillgebergte (Engels: Catskill Mountains, vaak Catskills of Kaatskills) is een grote streek in het zuidoosten van de Amerikaanse staat New York. De Catskills liggen zo'n 150 km ten noordwesten van de stad New York en 70 km ten zuidwesten van de hoofdstad Albany. Het gebied ligt ten westen van de Hudson. Het gebied hoorde tot het gebied van de Nederlandse kolonisatie in de zeventiende eeuw en werd door Nicolaes Visscher I op zijn kaart van Nieuw-Nederland en -Engeland (1656) aangeduid als  't Landt van Kats Kill aansluitend bij de monding van de rivier de Kats Kill (kill/kil is een verouderde term voor kreek, zie bijv. Sluiskil, Dordtsche Kil). Visscher gebruikte een verbastering van Kaatsers kill, een plaatselijk riviertje dat nog steeds onder de naam Kaaterskill Creek, komend vanuit het gebergte, de Hudsonrivier voedt. In die tijd van vrijere spelling bestonden meer verbasteringen; zie bijv. ook de eerste regel van dit artikel. Het kan niet anders dan dat de naam van dat stroompje - kaatserskill of kaaterskill - verwijst naar de kaatsbaan (kaatsen was een populair Europees tijdsverdrijf in de 17de en 18de eeuw) die aan de monding van de kaatsers kill moet hebben gelegen. Want daar ligt nog steeds het gehucht Kaatsbaan of Katsbaan (een wijk van het stadje Saugerties).
Vanuit cultureel oogpunt zijn de Catskills belangrijk geweest voor het tot stand komen van de 19e-eeuwse Hudson River School, een informeel verband van romantische landschapsschilders. De regio was bovendien een geliefde vakantiebestemming voor Joden uit met name de stad New York in het midden van de 20e eeuw. Daarnaast zijn er altijd artiesten, muzikanten en schrijvers naar de Catskills gekomen, met name rond het plaatsje Woodstock.
Het verhaal Rip van Winkle van Washington Irving speelt zich deels in dit gebergte af.

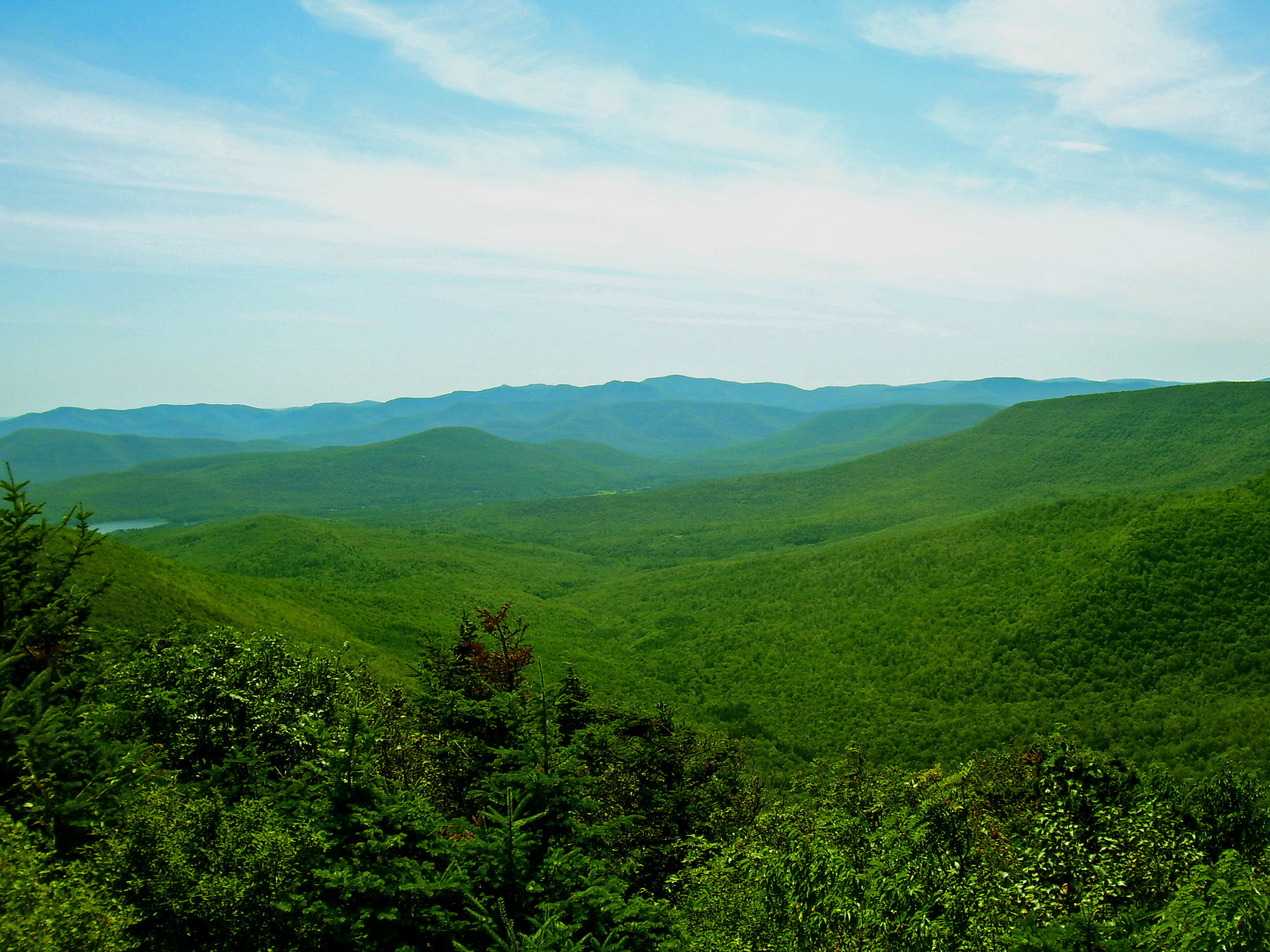
Slide Mountain, gezien vanaf Twin Mountain
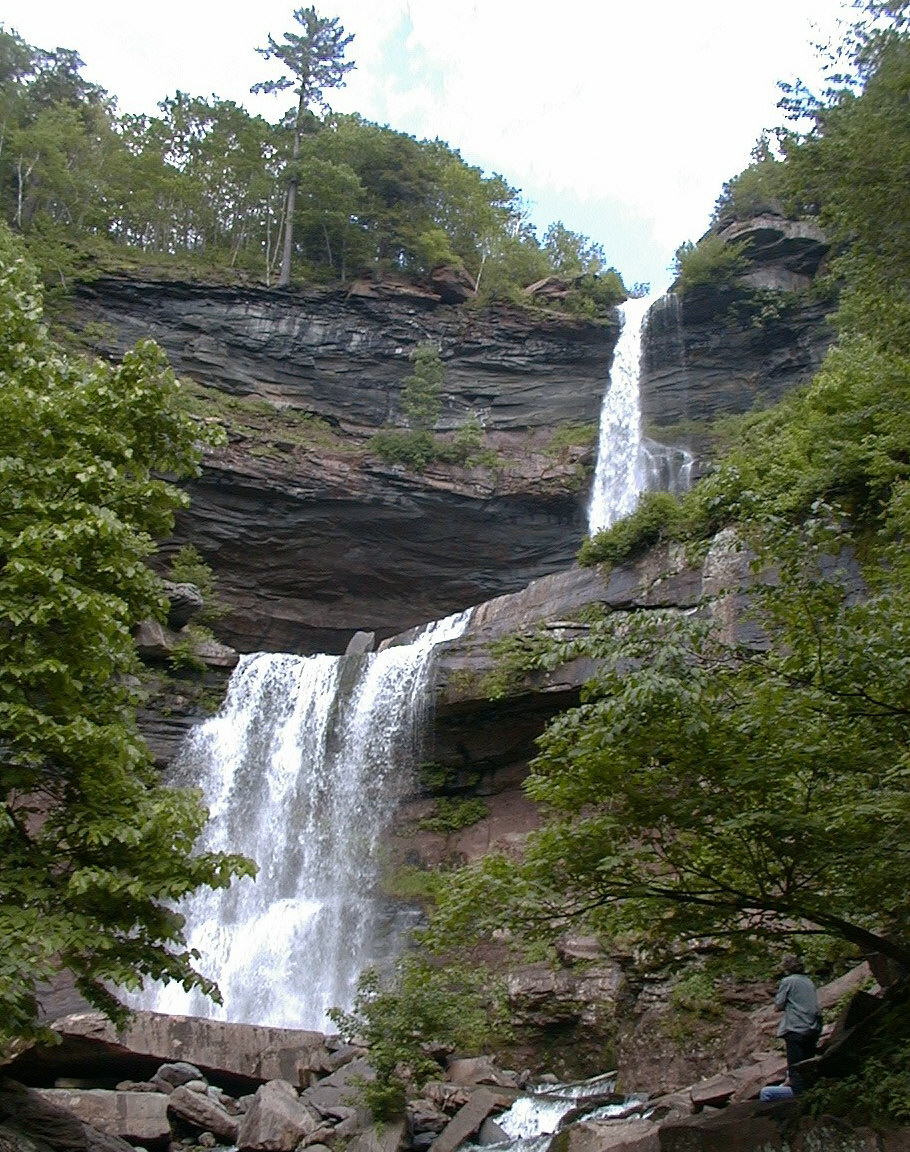
Kaaterskill Falls
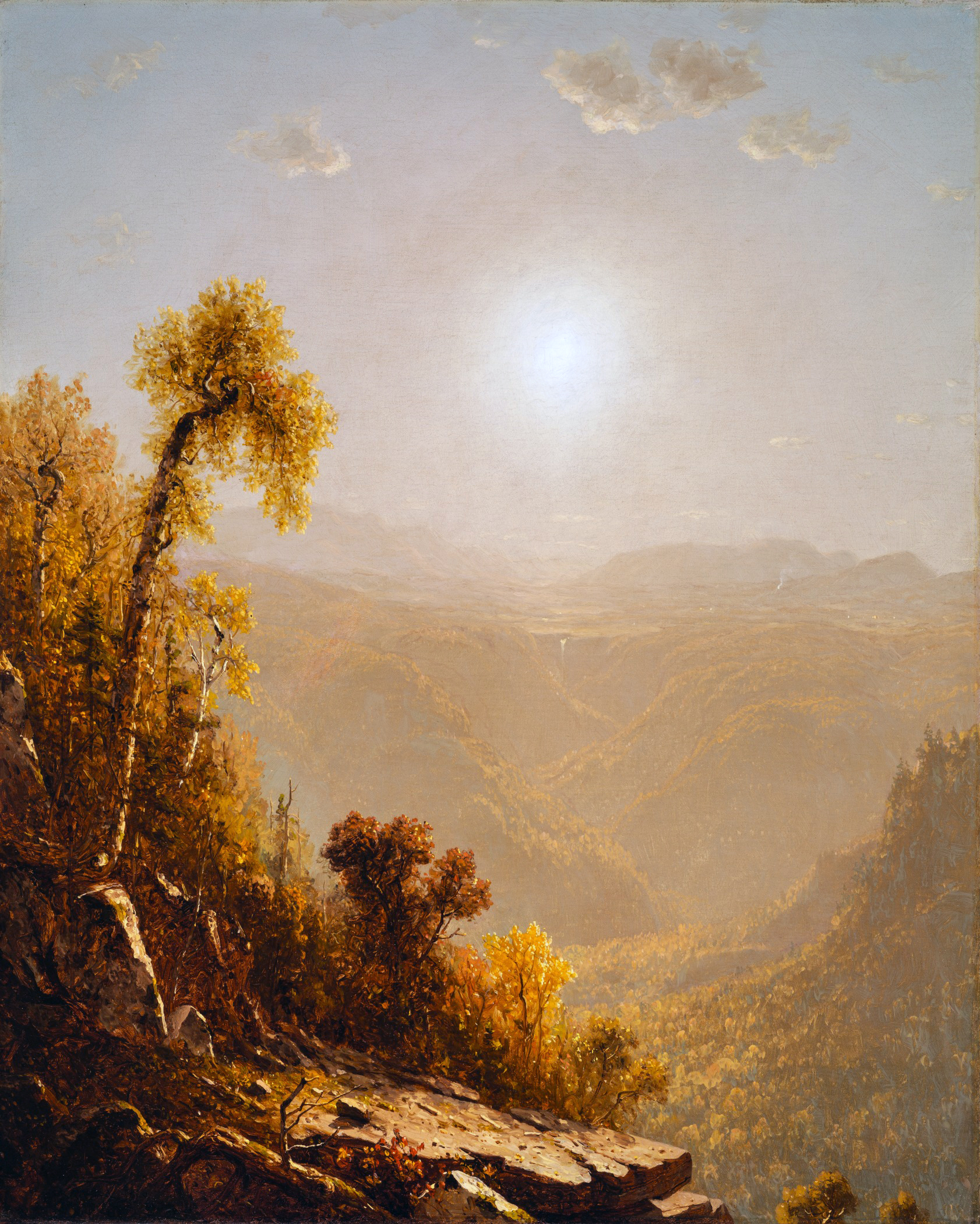
October in the Catskills door Sanford Robinson Gifford
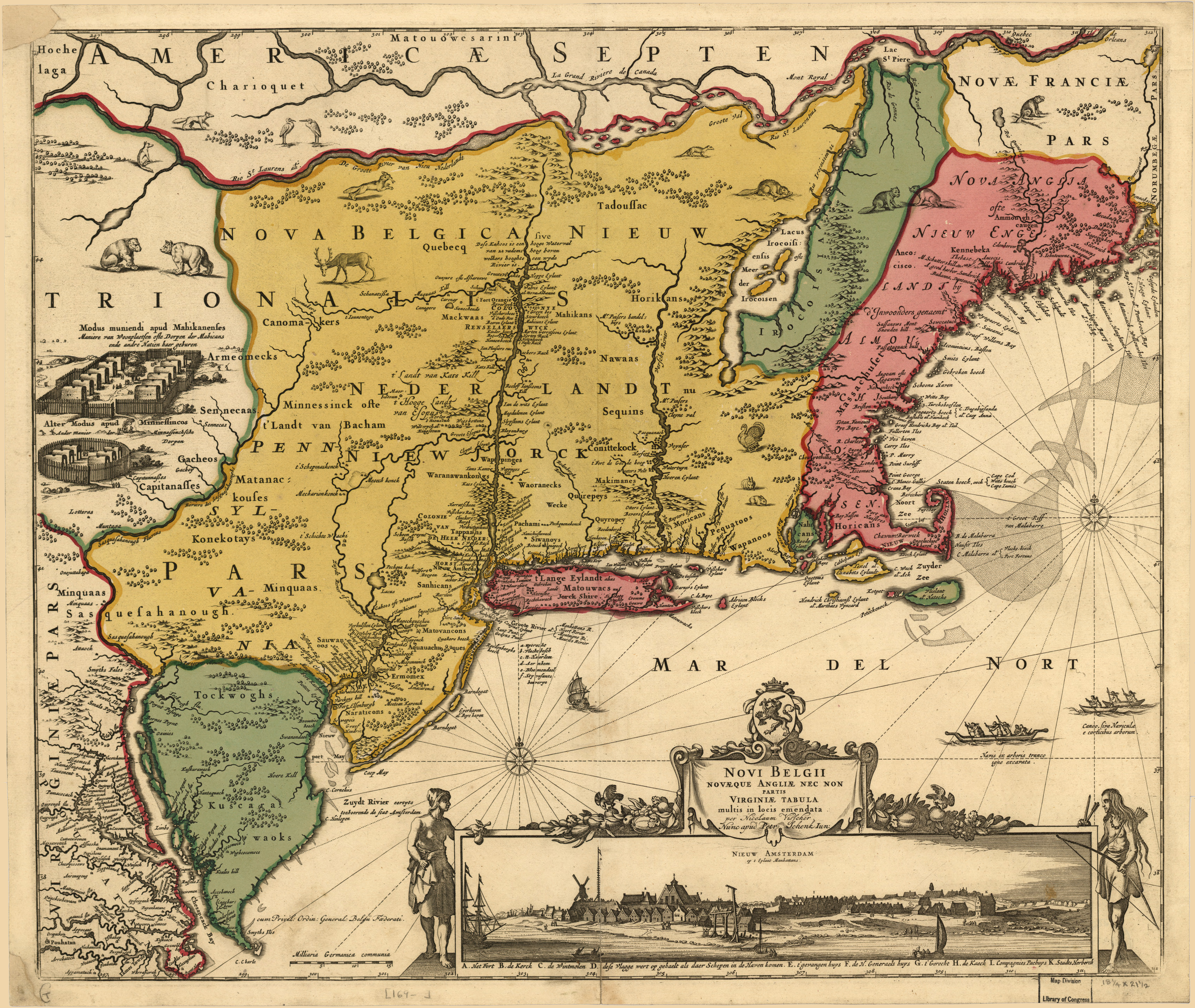
Novi Belgii Novæque Angliæ nec non partis Virginiæ tabula. Kaart van Nieuw-Nederland uit 1685 door Nicolaes Visscher (I) (1618–1679)